# Smrtić
Smrtić – wieś w Chorwacji, w żupanii brodzko-posawskiej, w gminie Gornji Bogićevci. W 2021 roku liczyła 197 mieszkańców.